# Nären, Dalsland
Nären är en sjö i Melleruds kommun i Dalsland och ingår i Göta älvs huvudavrinningsområde. Sjön är 9 meter djup, har en yta på 3,16 kvadratkilometer och befinner sig 45,3 meter över havet. Sjön avvattnas av Holmsån.

## Delavrinningsområde
Nären ingår i det delavrinningsområde (652064-130492) som SMHI kallar för Utloppet av Nären. Medelhöjden är 60 meter över havet och ytan är 24,59 kvadratkilometer. Räknas de 2 avrinningsområdena uppströms in blir den ackumulerade arean 52,08 kvadratkilometer. Holmsån som avvattnar avrinningsområdet har biflödesordning 2, vilket innebär att vattnet flödar genom totalt 2 vattendrag innan det når havet efter 156 kilometer. Avrinningsområdet består mestadels av skog (47 procent), öppen mark (13 procent) och jordbruk (21 procent). Avrinningsområdet har 3,29 kvadratkilometer vattenytor vilket ger det en sjöprocent på 13,4 procent. Bebyggelsen i området täcker en yta av 0,56 kvadratkilometer eller 2 procent av avrinningsområdet.